# 덴무스

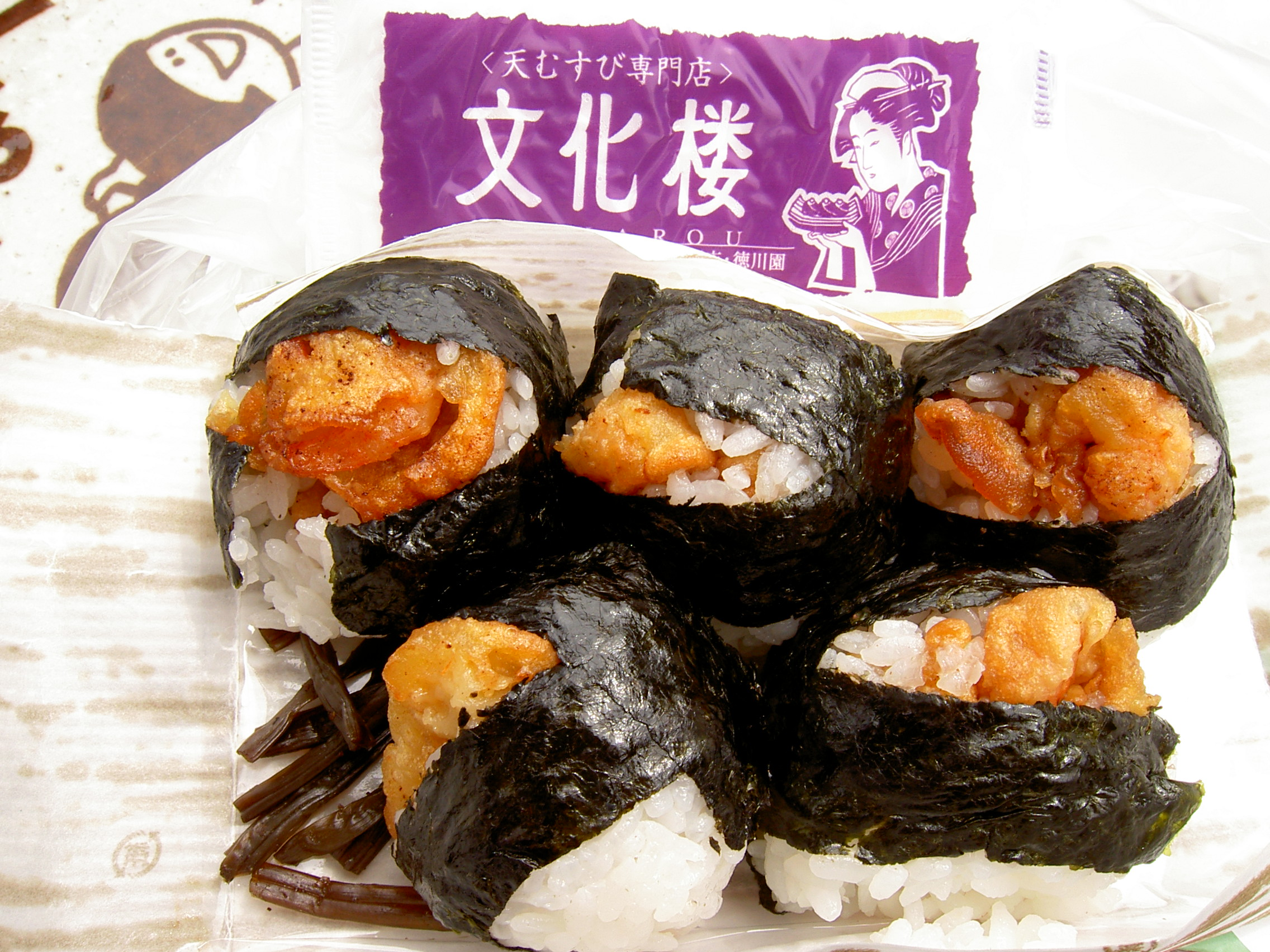
덴무스

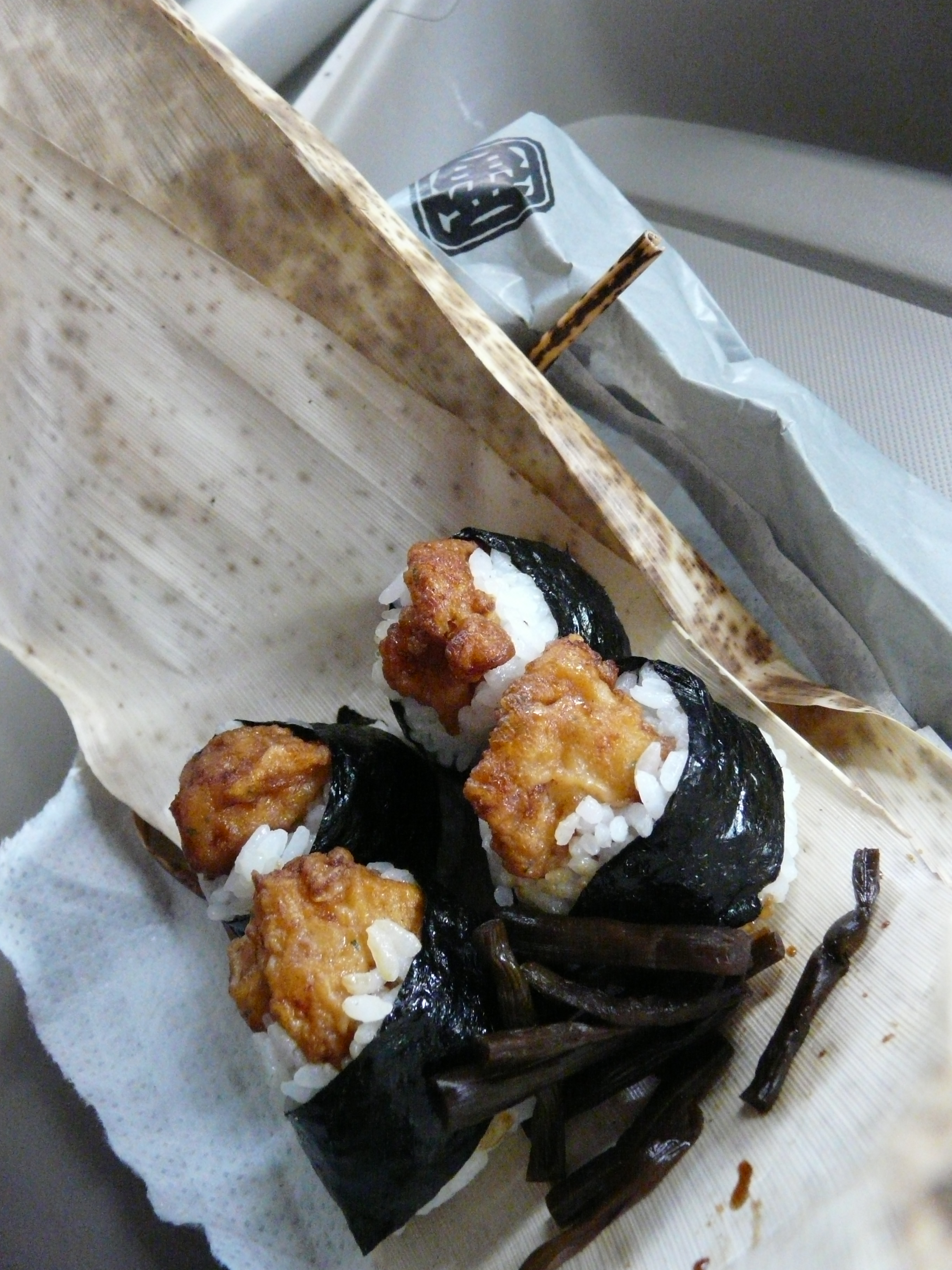
덴무스

덴무스(Tenmusu)는 일본 요리로, 주먹밥에 새우튀김을 넣어 김을 싸서 만든 요리이다. 도시락에 덴무스가 종종으로 들어간다.

## 역사
덴무스는 일본 미에현에서 기원했다. 현재는 나고야의 명물 요리로 여겨지고 있다.

## 같이 보기
- 오니기리